# 迦葉院 (久喜市)
迦葉院（かしょういん）は、埼玉県久喜市にある曹洞宗の寺院。

## 歴史
創建年代は不明である。当初は、同市西大輪に位置し、「加性院（かしょういん）」という真言宗の小庵だったという。
1735年（享保20年）、黙山元轟により現在地に移転し中興された。黙山元轟は下総国葛飾郡山王山村（現・茨城県猿島郡五霞町）の東昌寺の住職を務めた曹洞宗の僧侶であり、この時に曹洞宗に転宗した。そして院号を「加性院」から「迦葉院」に改称した。

## 文化財
- 迦葉院関係資料（久喜市指定文化財 昭和38年8月10日指定）[2]

## 交通アクセス
- 東鷲宮駅より徒歩20分。